# Store Vi Kirke
Store Vi Kirke er en kirke i landsbyen Store Vi syd for grænsen i Sydslesvig i den nordtyske delstat Slesvig-Holsten. Kirken er sognekirke i Store Vi Sogn.
Kirken er opført af marksten i romansk stil i årene mellem 1170 og 1190. Kirken er i middelalderen viet til Sankt Laurentius. Både skib og kor har flade bjælkelofter. Korbuen er på et tidspunkt blevet ændret til en spidsbue. De retkantede portaler er bevaret, nordportalen er dog tilmuret. I murværket er indsat en sten med en figur, muligvis en helleristning. Tagrytteren og våbenhuset er tilføjet i 1747. Skibet er på et tidspunkt blev forlænget mod vest med otte meter.
Af interiøret kan bl.a. nævnes prædikestolen fra 1630. Reliefferne på prædikestolen gengiver bl.a. syndefaldet og korsfæstelsen. Altertavlen fra første halvdel af 1600-tallet fremstiller nadveren, flankeret af Paulus med sværd og formodentlig Peter. Døbefonten i træ og dåbshimlen stammer fra 1794. Over korbuen er opsat en krucifiksgruppe. I kirken opbevares flere træfigurer såsom en Maria med barn fra 1300-tallet, Laurentius og Smertensmanden. På skibets nordvæg er der ophængt et epitafium fra 1654. Apostelmalerier på vestpulpituret er fra 1700-tallet.
Store Vi Kirke er nævnt i Martin A. Hansens og maleren Sven Havsteen-Mikkelsens rejsebeskrivelser til Danmarks middelalderkirker, der blev grundlaget for bogen Orm og Tyr, 1987. Kirken nævnes også i et lokalt folkesagn, som omhandler to kæmper, som var i færd med at bygge kirkerne i Medelby og Store Vi. Da de kun havde en hammer, kastede de den skiftevis til hinanden. Derved kom de til at beskadige kirken i nabobyen Valsbøl. Kirkesproget i sognet var i årene før 1864 blandet dansk-tysk.